# 新疆諮議局

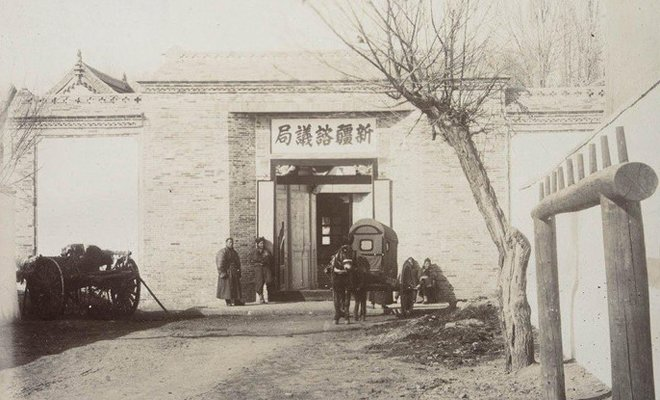
1910年莫理循在中国新疆拍摄的新疆諮議局照片。

新疆諮議局是清朝末年在新疆省设立的諮議局。该机构未正式成立。

## 历史
1909年（宣统元年），除新疆省缓办外，各省諮議局先后成立，并于1909年10月14日同时召开第一次常年会。1910年，英国记者莫理循来新疆旅行，所拍照片中有一张是“新疆諮議局”，可见尽管新疆諮議局没有选出议员，但也挂出了牌子。
宣统三年（1911年）出版的《新疆諮議局筹办处第二次报告书》记载，新疆諮議局有议员31人，其中新疆省籍的仅12人（大部分为汉族，没有维吾尔族人）。
清朝佚名作者著有《新疆諮議局筹办处第一次报告书》，为宣统年间印本。《新疆諮議局筹办处第二次报告书》，为宣统三年（1911年）新疆官书局刊本，甘肃省图书馆收藏有一本。